# Петерс, Клара (художница)
Клара Петерс (нидерл. Clara Peeters; ок. 1580, Антверпен (?) — не ранее 1621, Гаага (?)) — фламандская художница, мастер натюрмортов, работавшая как в Испанских Нидерландах, так и в Голландской республике.
Петерс — самая известная фламандская художница той эпохи и одна из немногих женщин-художников, работавших профессионально в Европе XVII века, несмотря на ограничения на доступ женщин к образованию и членство в художественных гильдиях.

## Биография
Биография Петерс известна очень плохо. Современные искусствоведы в целом сходятся во мнении, что она родилась в городе Антверпен, герцогство Брабант, Южные Нидерланды (ныне Бельгия). В архивах Антверпена была найдена информация о крещении 15 мая 1594 года в церкви Святой Вальбурги Клары Петерс, дочери Жана (Яна) Петерса. Однако, эта датировка проблематична, поскольку в этом случае получается, что более половины подписанных и датированных Петерс профессионально написанных натюрмортов были созданы ею до достижения восемнадцатилетнего возраста, а некоторые даже в двенадцать-тринадцать лет. С учётом того, что имя Клара и, особенно, фамилия Петерс были широко распространены в Нидерландах в то время, предполагается, что в документах может идти речь о другой Кларе, и что художница должна быть значительно старше.
Под чьим руководством Петерс училась живописи, на сегодняшний день также неизвестно. В сохранившихся источниках упоминаются только две даты, однозначно связанные с художницей Кларой Петерс. Она упомянута в 1611 году в Амстердаме и в 1617 году в Гааге. Таким образом стало известно, что она проживала в соответствующих городах. Последняя сохранившаяся работа, на которой дата проставлена вместе с подписью самой Петерс, относится к 1621 году. Некоторые исследователи предполагают, что в тот год она умерла, другие — что вступила в брак и отказалась от живописи, третьи — что перешла к руководству художественной мастерской и перестала подписывать коллективно созданные работы. В целом, встречающиеся в научных работах даты смерти Петерс варьируются от 1621 до 1676 года.

## Творчество
На данный момент, известна тридцать одна работа художницы, которые снабжены её собственной подписью: «CLARA PEETERS» или «CLARA P.», а зачастую и датой. Все эти работы относятся к периоду с 1607 по 1621 год. В то же время, к творчеству Петерс относят ещё более семидесяти работ, однако доказательств её авторства зачастую недостаточно. Если в XVIII и XIX столетиях работы Петерс зачастую приписывались другим, более известным в то время мастерам, то в XX веке наметилось противоположное веяние, в результате чего, некоторые работы, сперва приписанные Петерс, в дальнейшем были переатрибутированы, как работы других художников, например, Питера Класа.
Несмотря на то, что нидерландская живопись XVII столетия сегодня известна своими натюрмортами, Петерс, похоже, была одним из первопроходцев данного жанра. Менее десяти цветочных натюрмортов и менее пяти натюрмортов с продуктами во всей истории нидерландской живописи достоверно созданы до 1608 года, когда Петерс создала свой первый сохранившийся натюрморт. Её натюрморт с изображением рыбы и дичи 1611 года был написан задолго до того, как другие художники стали использовать схожие сюжеты.
Ученые предполагают, основываясь на постоянном использовании в натюрмортах художницы одних и тех же мотивов в различных комбинациях, что Петерс имела собственную мастерскую и поручать своим ученикам создавать натюрморты с повторяющимися мотивами.
Хотя биография Петерс известна плохо, многие данные указывают на то, что она была успешной и востребованной художницей. Крупные по размеру натюрморты, изображающие предметы роскоши той эпохи, предназначались для богатых коллекционеров, и пользовались спросом, поскольку возникала необходимость в создании их близких повторений. Четыре работы Петерс, хранящиеся ныне в музее Прадо в Мадриде, ранее входили в состав коллекции живописи испанских королей, причём по меньше мере две из них попали туда уже в 1620-е годы.

## Галерея

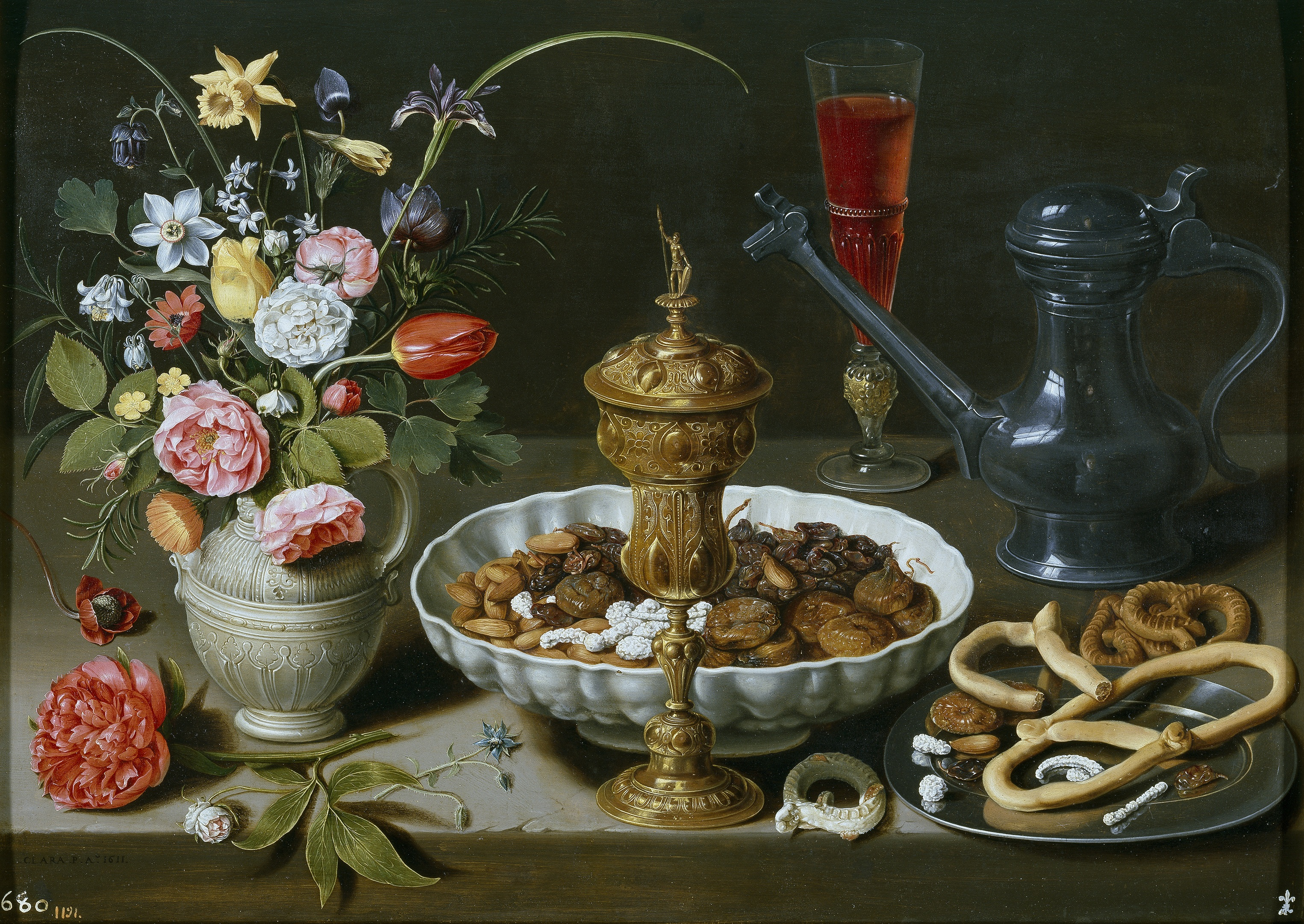
Натюрморт с букетом, кубком, вином, сухофруктами, орехам и сладостями, 1611 г., Музей Прадо, Мадрид
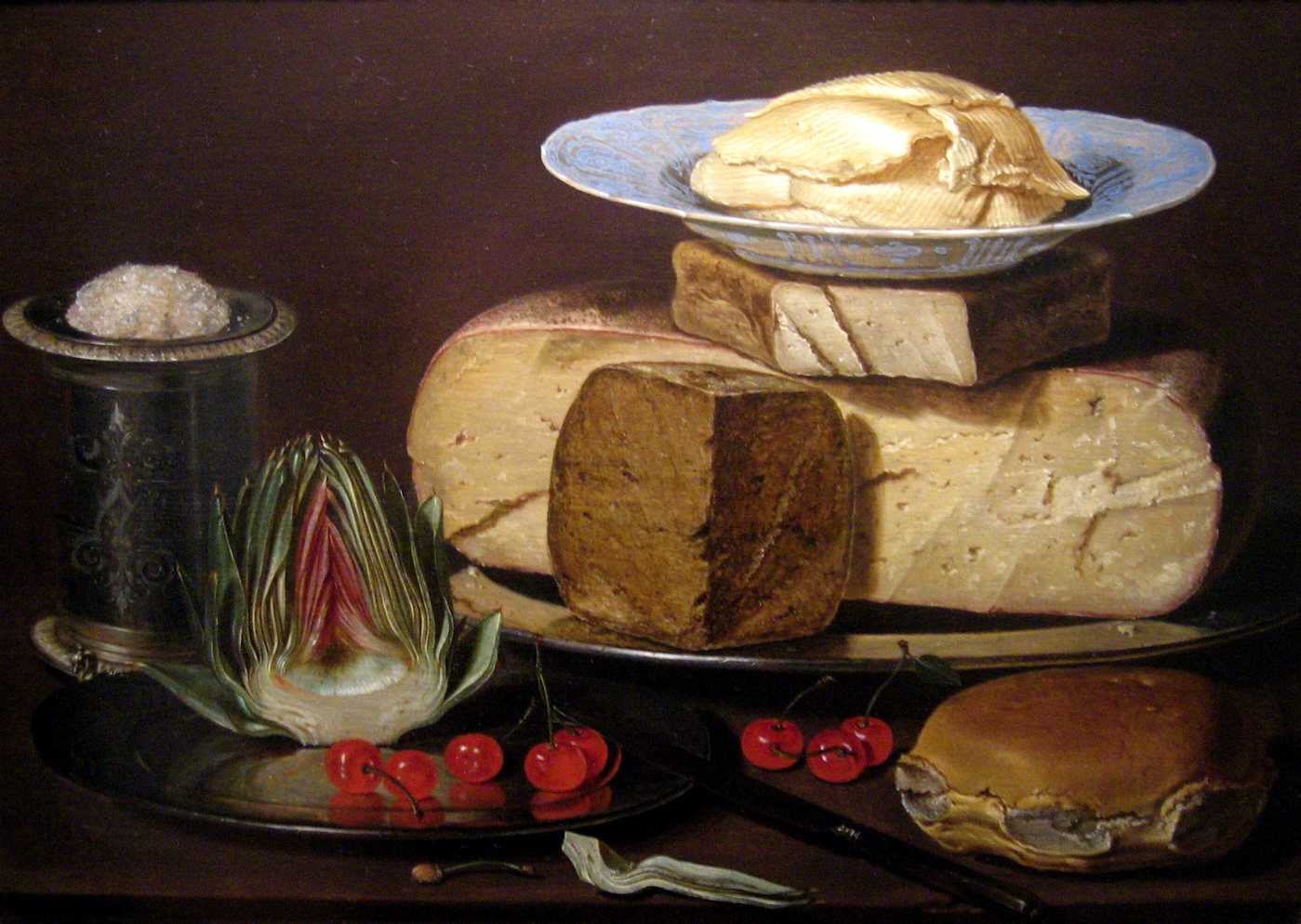
Натюрморт с сырами, артишоком и вишнями, около 1625 г., Музей искусств округа Лос-Анджелес
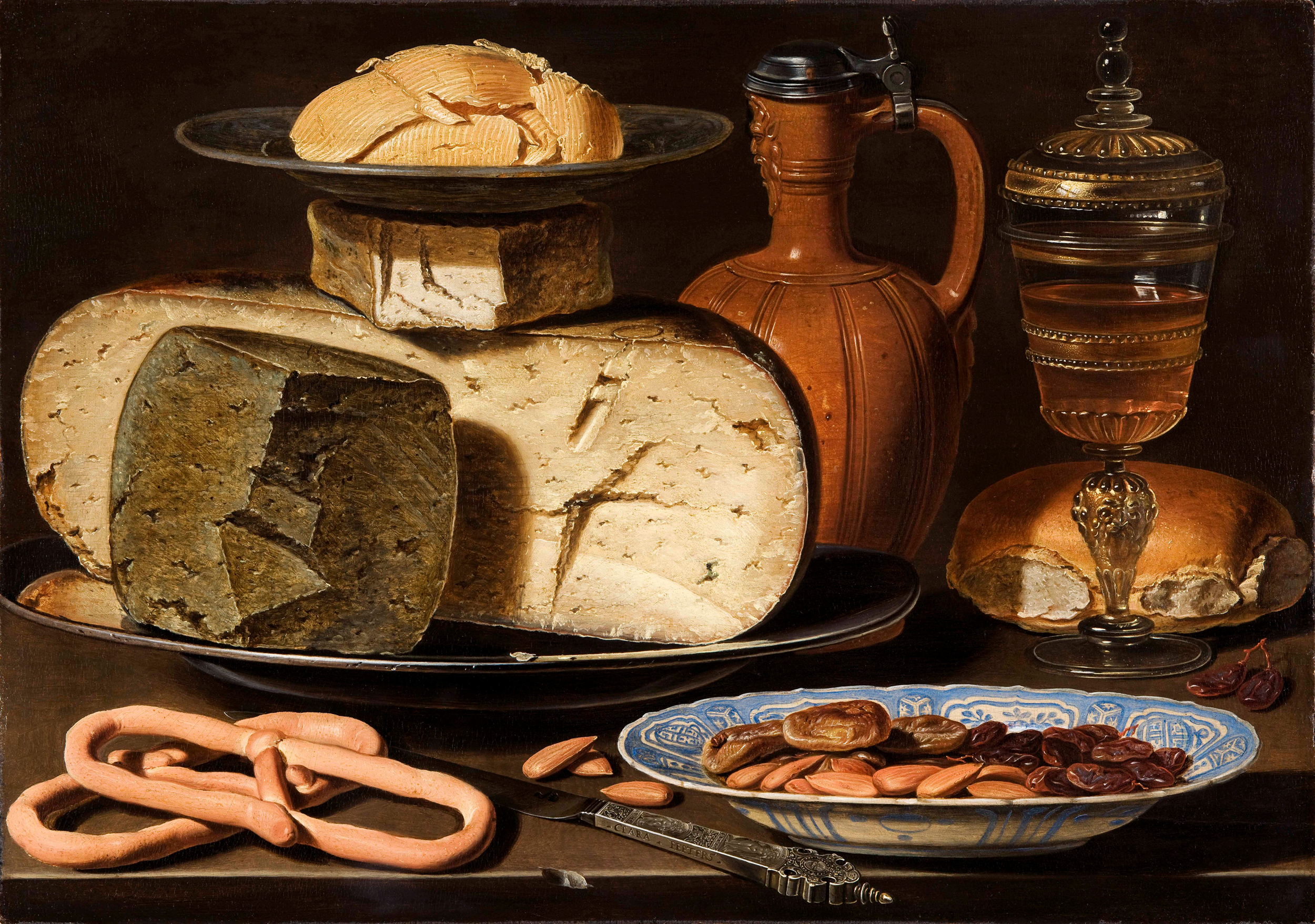
Натюрморт с вином, сыром, сухофруктами и сладостями, музей Маурицхёйс, Гаага
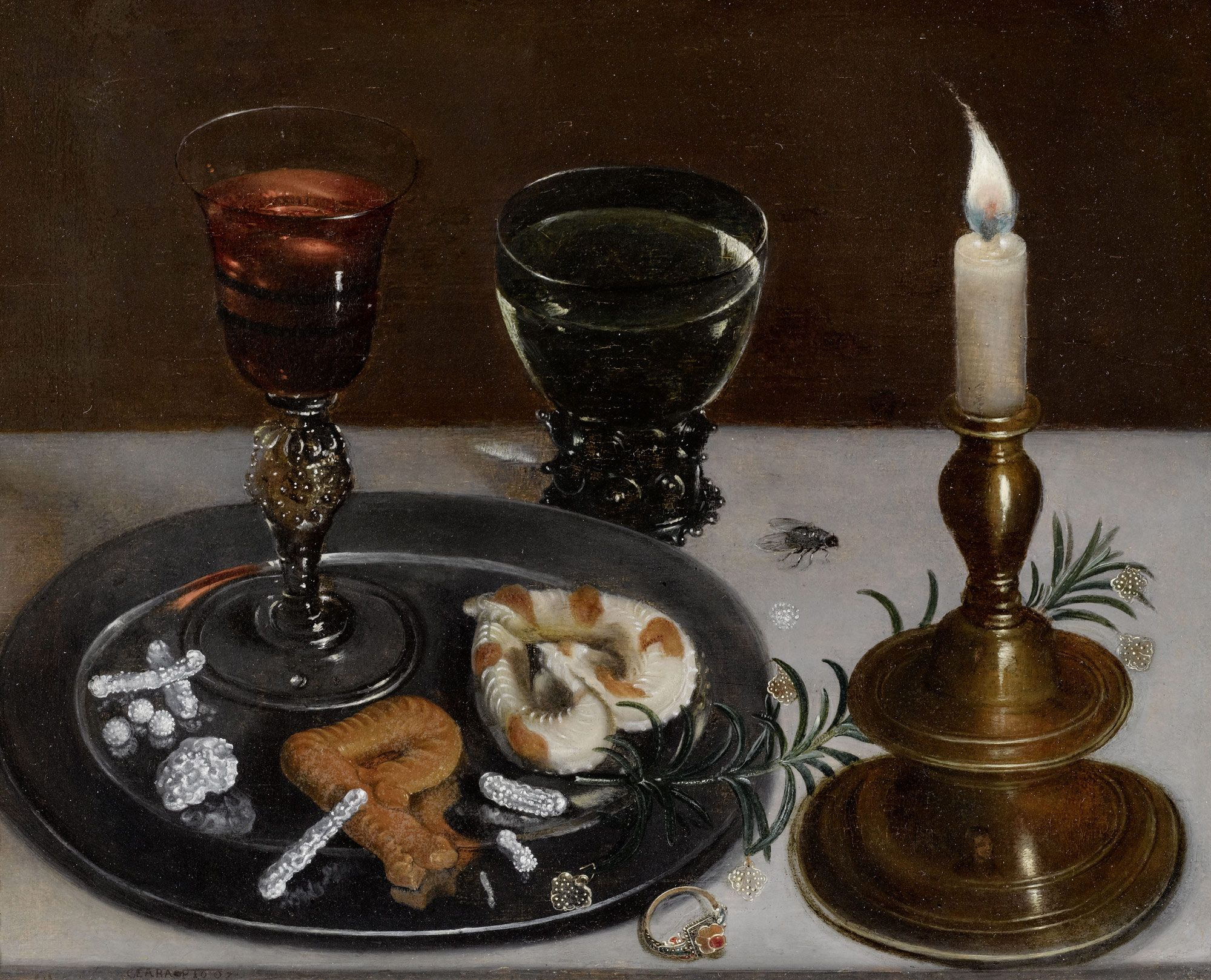
Натюрморт со сладостями, розмарином, вином и горящей свечой, частное собрание.
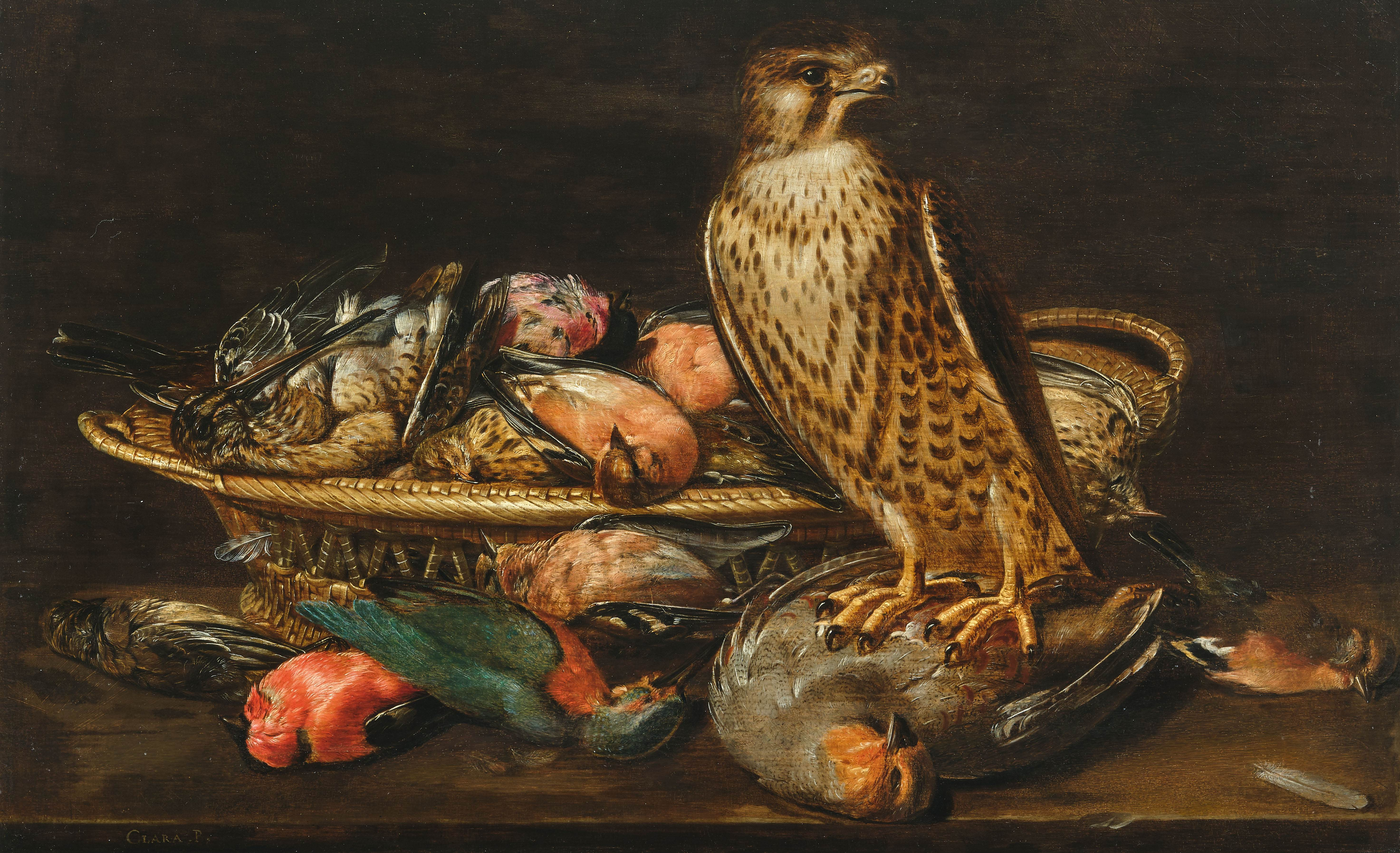
Натюрморт с соколом и битой пернатой дичью, частное собрание.
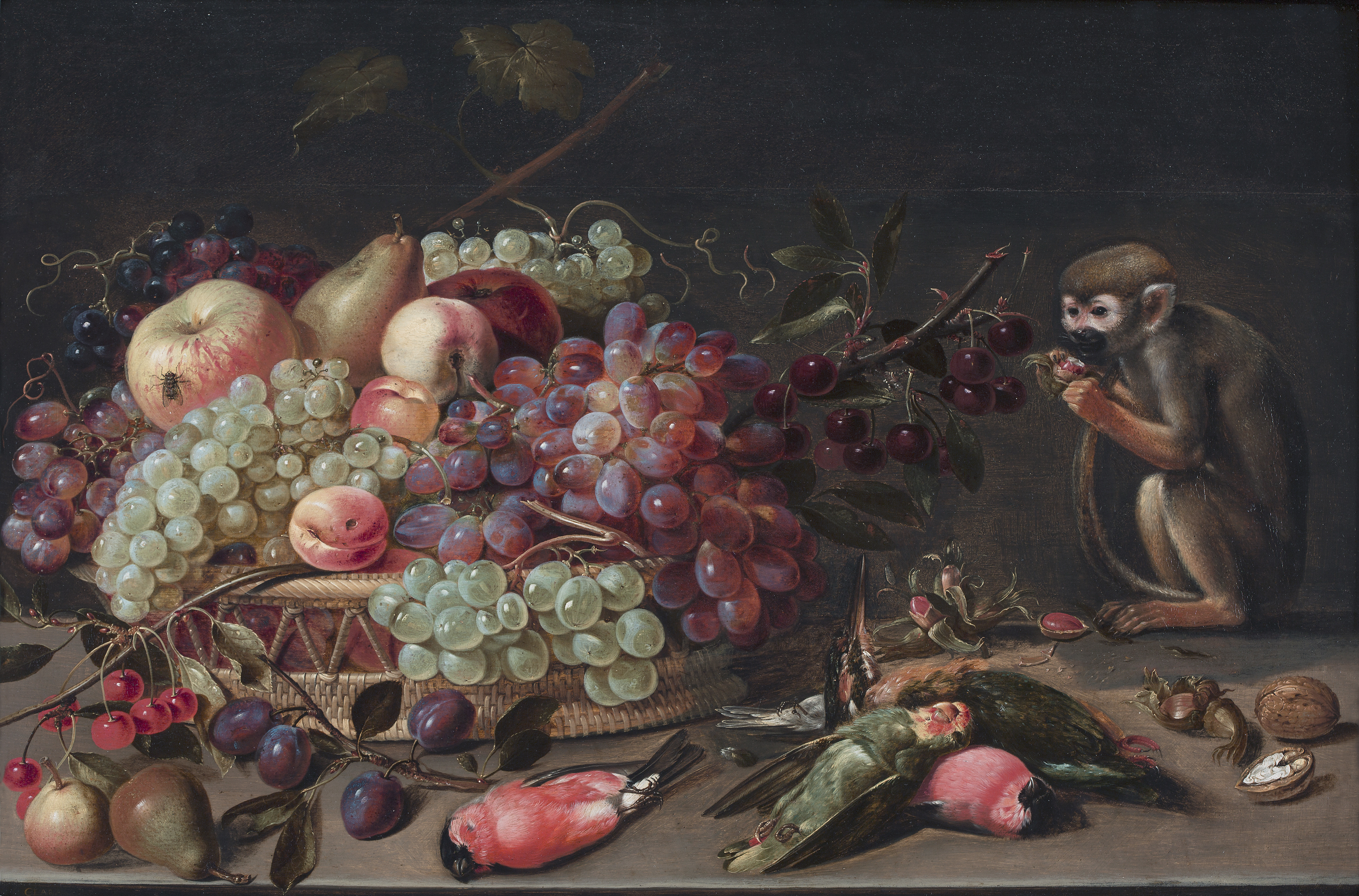
Натюрморт с обезьянкой, частное собрание.
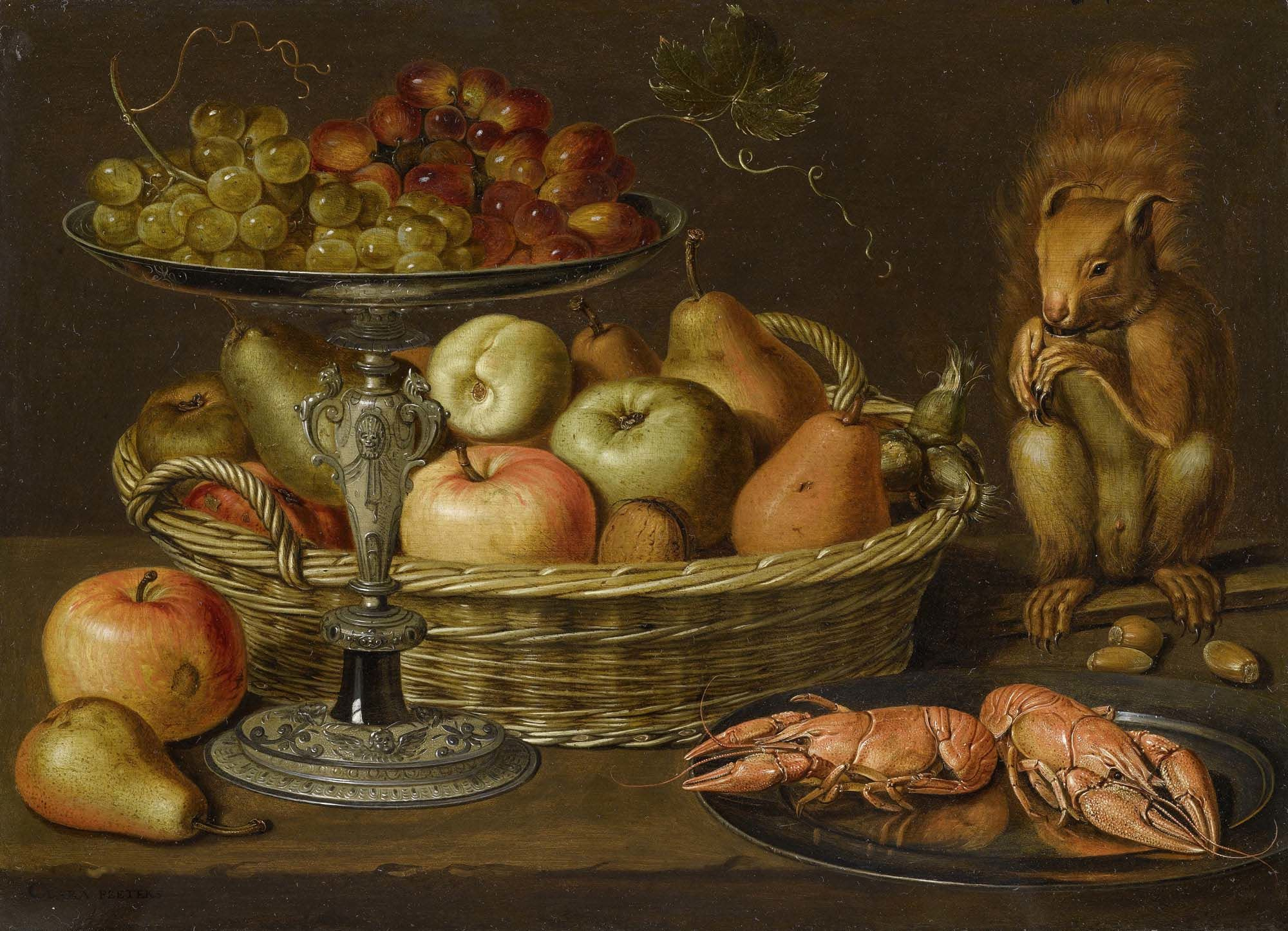
Натюрморт с белкой, частное собрание.
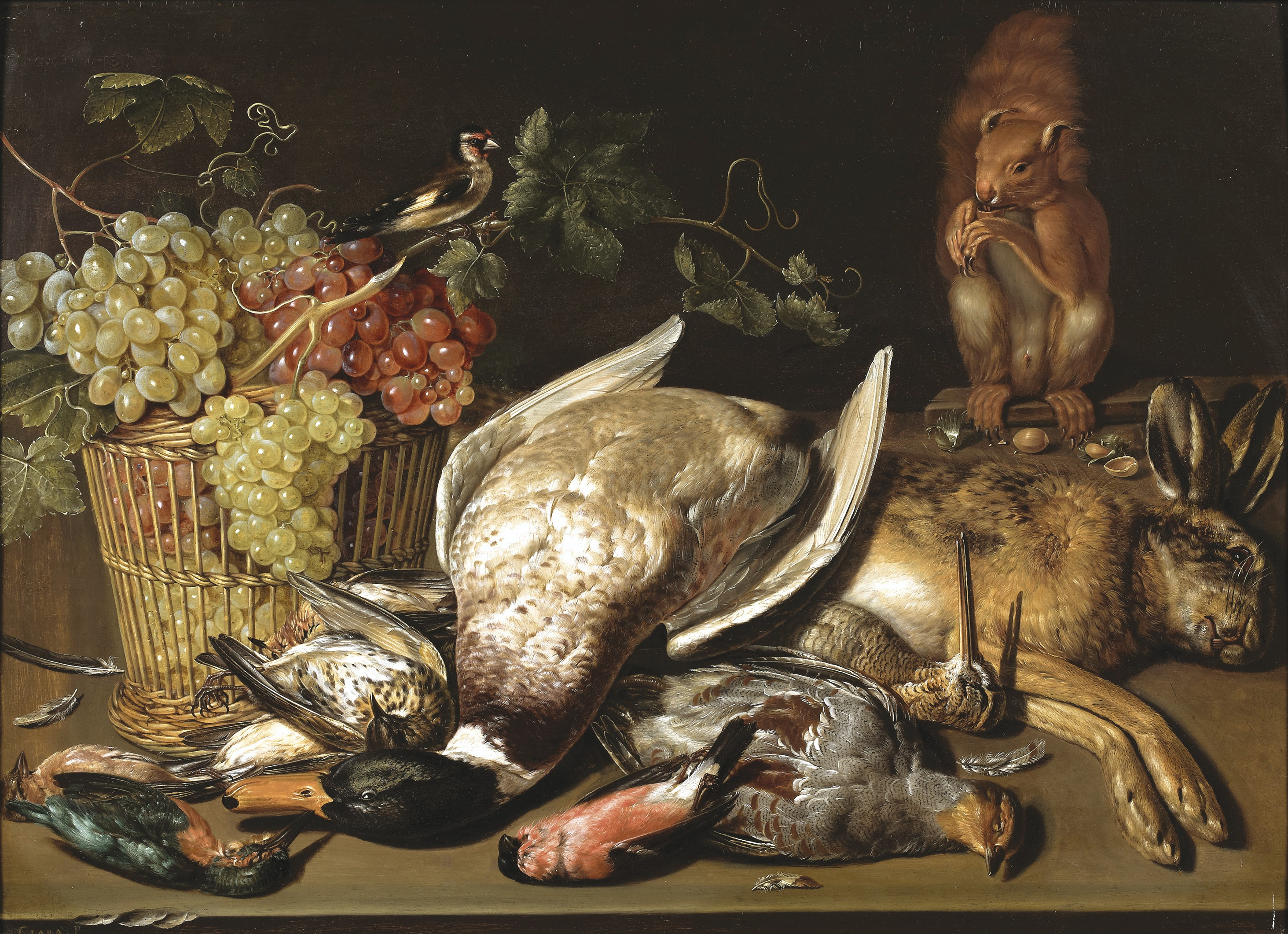
Натюрморт с белкой, щеглом и битой дичью, частное собрание
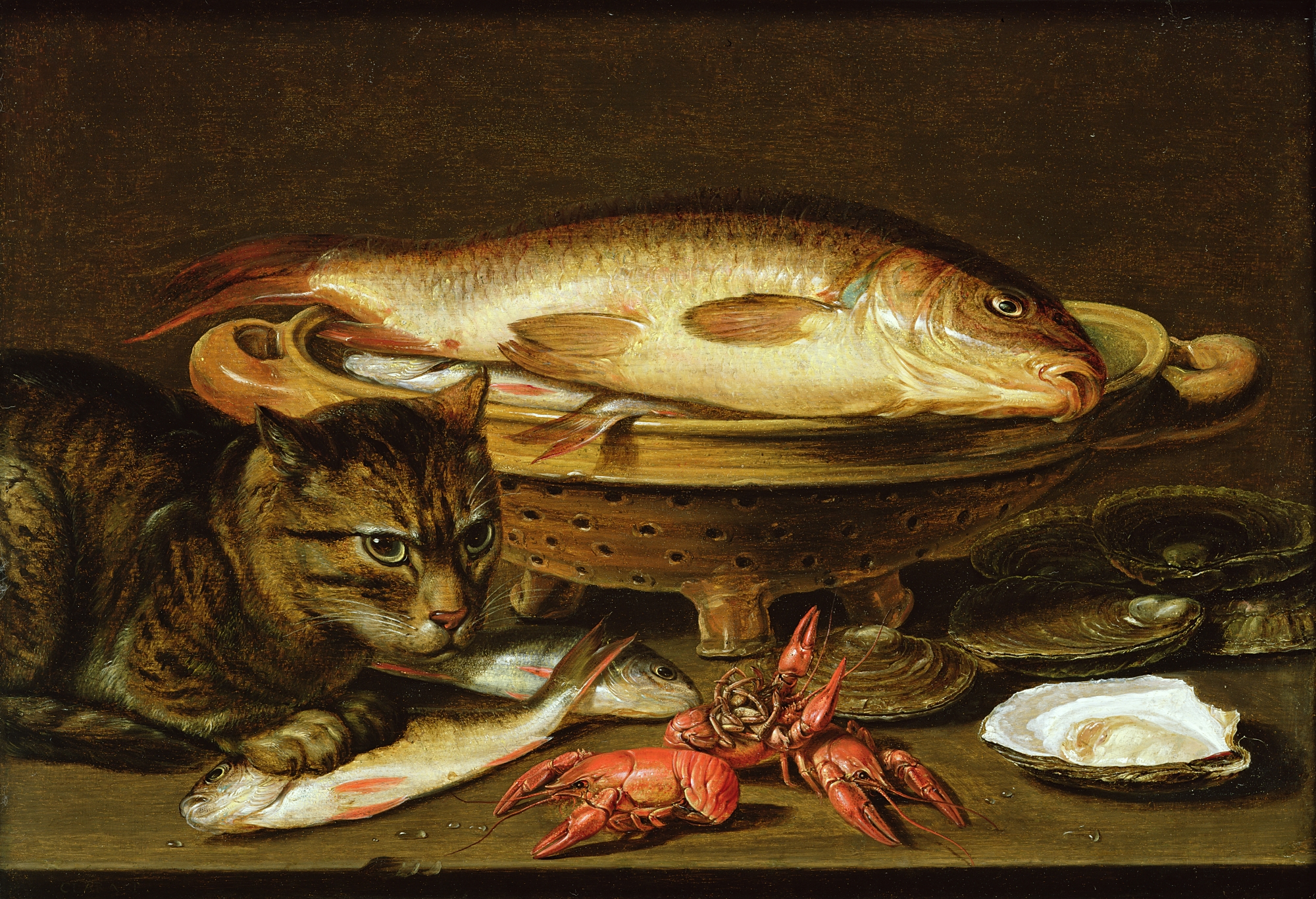
Натюрморт с котом и рыбом, 1615, частное собрание.
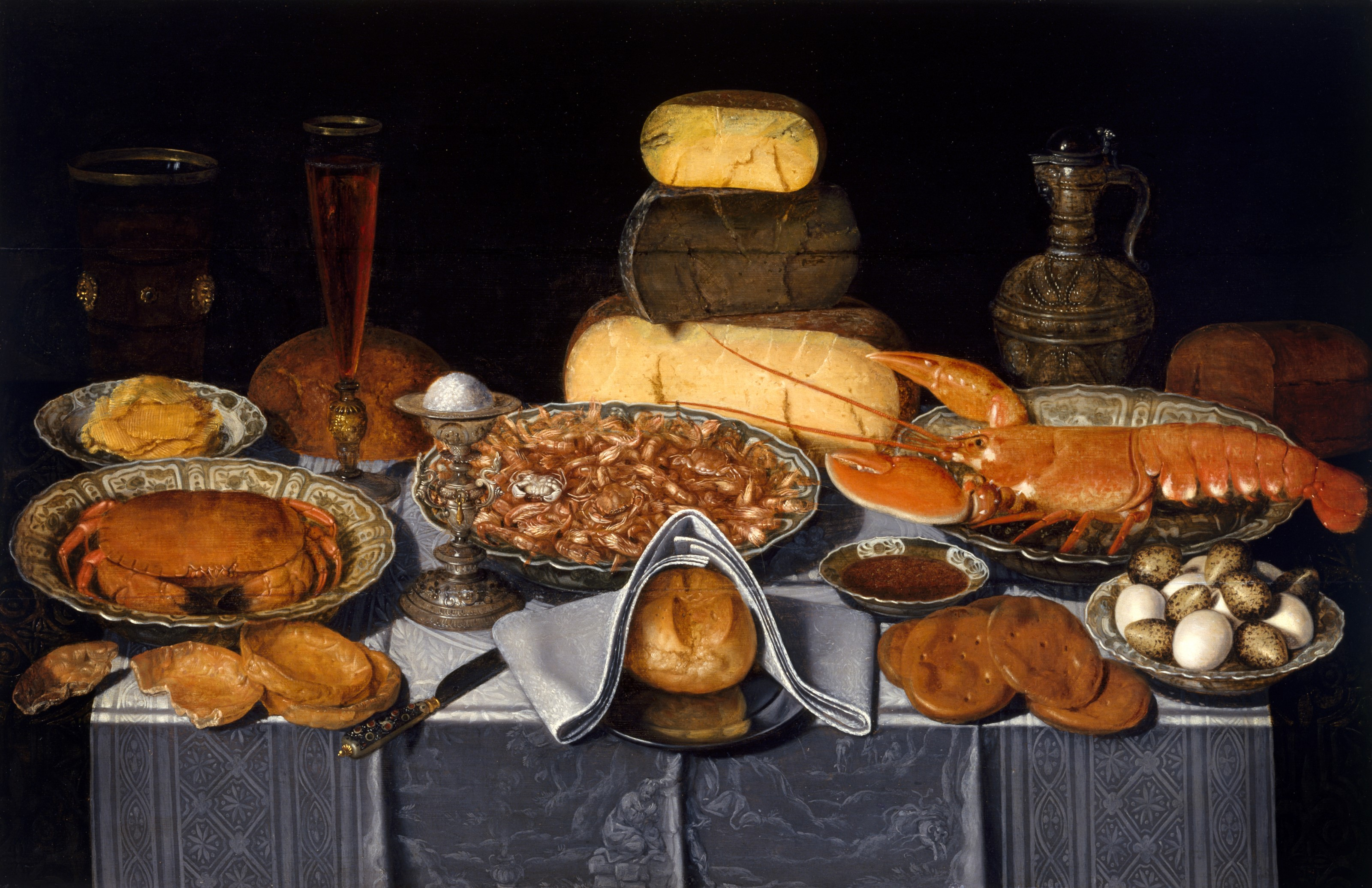
Натюрморт с крабом, лобстером, креветками и сыром, Музей изящных искусств (Хьюстон), Техас
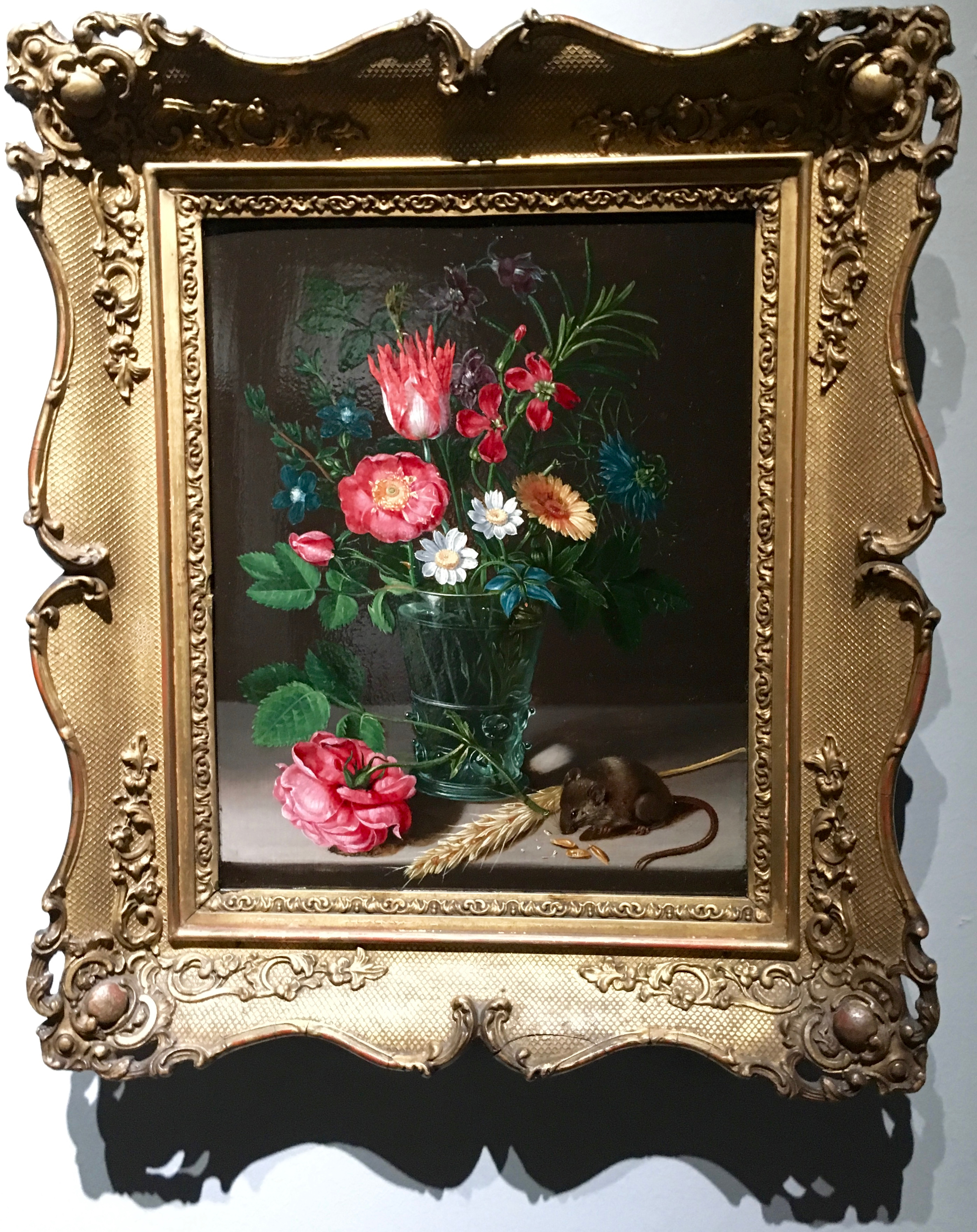
Натюрморт с мышью, букетом и колоском, Музей Майера ван ден Берга, Антверпен, Бельгия
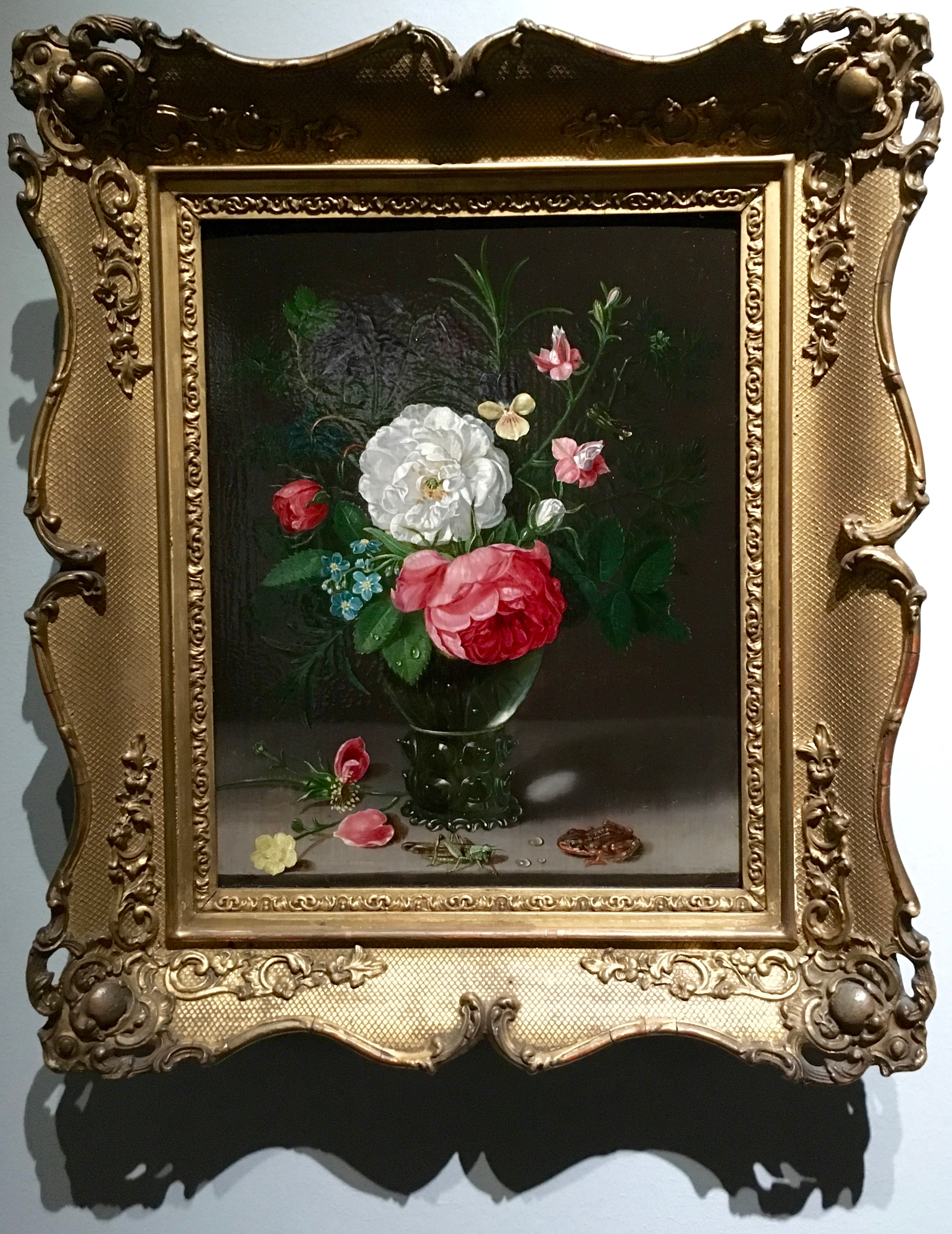
Натюрморт с букетом, кузнечиком и лягушкой, Музей Майера ван ден Берга, Антверпен, Бельгия